# Uimitorul căpitan Nemo
Uimitorul căpitan Nemo (în engleză The Return of Captain Nemo, titlul original sub care a rulat în cinematografe a fost The Amazing Captain Nemo) este un miniserial de televiziune de aventuri științifico-fantastic american din 1978, regizat de Alex March și Paul Stader⁠(d) (cel de-al doilea al regizat secvențele subacvatice) și inspirat în mod liber de personajele și decorurile din romanul Douăzeci de mii de leghe sub mări (1870) al lui Jules Verne. Scenariul a fost scris de șase scenariști, inclusiv Robert Bloch, și a fost considerat o încercare a producătorului Irwin Allen de a multiplica succesul filmului Voyage to the Bottom of the Sea.

## Prezentare generală
În timpul exercițiilor navale din 1978, căpitanul Nemo (interpretat de José Ferrer) este găsit în stare de anabioză la bordul submarinului Nautilus, în apele Oceanului Pacific. Readus la viață de membrii unei agenții guvernamentale americane moderne, Nemo este convins să salveze interesele Statelor Unite ale Americii și, în acest fel, să lupte cu profesorul Waldo Cunningham, un om de știință nebun (interpretat de Burgess Meredith).
Nefiind difuzat inițial ca un film, el a fost împărțit în trei părți („Deadly Blackmail”, „Duel in the Deep” și „Atlantis Dead Ahead”), extins oarecum cu aproximativ 45 de minute de filmare suplimentară în cursul celor trei episoade pentru a deveni un serial de acțiune foarte scurt. Descris uneori ca „miniserial”, el a fost destinat să fie prima parte a unui viitor serial. Recenziile au fost nefavorabile, iar serialul nu a mai fost realizat niciodată.
În schimb, aceasta s-a dovedit a fi ultima incursiune a lui Irwin Allen în filmele seriale științifico-fantastice de televiziune televiziunea săptămânală SF.
Robert Bloch nu face nicio mențiune a serialului în autobiografia sa (Once Around the Bloch), dar a afirmat următoarele într-un interviu: „Am făcut un episod pentru o emisiune în urmă cu aproximativ cinci ani, care a fost o încercare eșuată a unui serial științifico-fantastic (nota editorului: The Return of Captain Nemo). Rețeaua a dat aprobarea și urmau să fie făcută un film în patru părți. Ei au atribuit fiecare episod individual unui scenarist diferit. Erau patru scenariști care lucrau, niciunul dintre ei nu știa ce fac ceilalți și aveau un termen limită de trei săptămâni! Și a ieșit de pe post după primele patru săptămâni.” Segmentul lui Bloch (scris împreună cu Larry Alexander) a fost intitulat „Atlantis Dead Ahead”, deși în versiunea cinematografică segmentele individuale ale filmului nu au titluri.
Uimitorul căpitan Nemo a fost o coproducție între Irwin Allen Productions și Warner Bros. Television⁠(d). A fost prezentat inițial în Statele Unite ale Americii ca un miniserial în trei părți (fiecare episod cu o durată de 60 de minute fiecare episod) de postul TV CBS în perioada 8-22 martie 1978, iar porțiuni din miniserialul în trei episoade au fost apoi reeditate într-o versiune de 102 minute lansată în cinematografe sub titlul The Amazing Captain Nemo.

## Distribuție
- José Ferrer — căpitanul Nemo
- Burgess Meredith — profesorul Waldo Cunningham
- Mel Ferrer — dr. Robert Cook
- Horst Buchholz⁠(d) — regele Tibor al Atlantidei
- Tom Hallick — Tom Franklin
- Burr DeBenning⁠(d) — Jim Porter
- Lynda Day George⁠(d) — Kate
- Warren Stevens⁠(d) — Miller
- Med Flory⁠(d) — Tor (androidul argintiu)
- Anthony McHugh — operatorul radio
- Randolph Roberts⁠(d) — timonierul
- Richard Angarola — Trog (liderul Marelui Consiliu din Atlantis)
- Anthony Geary⁠(d) — Bork (un atlant)
- Stephen Powers — Lloyd
- Yale Summers⁠(d) — Sirak (un atlant)

## Premii
În 1978 Uimitorul căpitanul Nemo a obținut două nominalizări la premiile Emmy pentru realizare individuală remarcabilă în orice domeniu al tehnicilor creative. Persoanele nominalizate au fost Frank Van der Veer⁠(d) (efecte optice) și L.B. Abbott⁠(d) (efecte fotografice speciale).